# 安华·依布拉欣
拿督斯里安華·依布拉欣（[anwar ɪbrahɪm]；1947年8月10日—），马来西亚政治人物、現任马来西亚首相兼財政部長、打扪國會議員。曾任7届檳城州峇東埔區國會議員、马来西亚副首相、财政部部长、文化部部长等職。
安华曾在1986年至1990年担任教育部長，1993年至1998年间任马来西亚第七任副首相，同时担任财政部长，被认为是马哈迪·莫哈末的接班人，后来因为1997年亚洲金融危机，他被马哈迪革职，于1999年4月起被监禁。随着2004年被释放出狱，他成为反对党的领导人，并率领组成人民联盟，参与了2008年及2013年大选。
安华自2015年因第二次肛交罪成立后被联邦法院判入狱五年，失去议员资格，随后在雙溪毛糯监狱里服刑。在囚禁期间，一个新的在野党联盟希望联盟成立，并推选安华为联盟实权领袖，后推选已退出巫統的馬哈迪为联盟首相候選人。
自2017年11月以来，安华因肩膀旧伤而保外就医，随后一直在医院接受复健。安华的刑期原本于2018年6月8日届满，但随着希盟在5月9日全国大选中胜出，首相马哈迪指令特赦局着手处理安华的特赦事宜，并使安华于2018年5月15日在得到国家元首特赦后重获自由。出狱之后，安华正式加入希望联盟党主席理事会，而其他成员有马哈迪、旺阿兹莎、林冠英、末沙布和慕尤丁，成為執政聯盟領導之一。

## 个人生活
1947年，安华出生在槟城威南县双溪峇甲，后来在5岁时搬到威中县大山脚的直落卓坤居住。父亲依布拉欣阿都拉曼（Ibrahim Abdul Rahman）是医院搬运工，并于后来参政，在1959年至1969年间当选为巫统威中区国会议员，同时在1964年至1969年间也是卫生部政务次长，直至1969年大选败给了民政党候选人。母亲仄燕胡先（Che Yan Hussein）是个活跃于槟城巫统基层政治的家庭主妇。安华在中学时期于大山腳英文中學及江沙馬來學院度过，在马来亚大学修读马来语研究，在1974年至1975年在监狱期间修读马来西亚国民大学（现国立大学）的文学硕士。
1980年，他和旺阿兹莎結婚，兩人有四位女儿及一位儿子，长女努鲁伊莎也是前任峇东埔国会议员。

## 早期
在1968年至1971年间，身为马来亚大学学生领袖的安华是马来西亚全国穆斯林学生联盟主席，同时也是马来亚大学马来语协会主席，在當時他已表現出他的領導才華。1971年，他在馬大考取馬來文研究學士文憑後，联合创办馬來西亞伊斯兰教青年組織（ABIM）并担任组织干部成员（后来1974年当选主席），同年他当选成为马来西亚青年理事会（Majlis Belia Malaysia）第二任主席。
1974年，安华因为率领学生抗议乡村贫穷和饥荒而被逮捕。这是因为有报告显示在吉打州华玲县里的村庄有一家人因饥荒而死亡，但后来被证实是错误的，不过华玲的割胶工人因为1974年的橡胶价格滑落而遇到严重困难。安华被允许未审先扣的内安法令扣留监禁，在甘文丁拘留所渡过了20个月。从1975年到1982年间他是世界穆斯林青年大會（WAMY）的亚太区代表。安华同时也是1981年在美国创立的伊斯蘭教義國際研究所的荣誉创办人。他曾经是四位执行总裁，董事会成员中的一位，也是受托人。他在1983年至1988年间担任馬來西亞國際伊斯蘭大學校长。2011年，他与一群跟穆斯林兄弟會有关人士参与了美国举办的2011年美国与伊斯兰世界论坛（U.S.-Islamic World Forum）。

## 政府官职时期（1982－1998）

### 投入政壇
1982年全國大選前一個星期，马哈迪·莫哈末宣佈身为马来西亚伊斯兰青年运动创办人兼第二任主席的安华加入巫统，让其自由派支持者大跌眼镜。巫统当时由馬哈迪领导，于1981年就任首相。馬哈迪擔任教育部長期間，對安華的勇氣、辯才及見識極為欣賞，因此在出任首相後，便有意將安華延攬麾下。經兩位好友依布拉欣阿里及蘇卡蘭沙米的穿針引線，並通過當時的財政部長东姑拉沙里的安排，安華得以和馬哈迪見面。而馬哈迪更極力邀請安華加入巫統，加入巫統後，他立即參與大選，並成功攻下檳城唯一的回教黨（现伊斯兰党）堡壘區－峇東埔國會選區，隨後受委為首相署副部長。
安华在巫統的內閣團隊長達16年，在政府官职内步步高升：1983年担任文化、青年及体育部长，1984年转任农业部长，1986年成为教育部长至1990年。他在担任教育部长期间，指示教育部派遣不谙华文的教师出任华小高职，引发争议和罢课行动。由于当时安华拒绝收回成命而引发争议不断，政府援引内安法令，即在1987年10月27日开始，展开一项名为茅草行动，而成为他在职期间对马来西亚华教最黑暗时期。
党职方面，在1982年9月，他在巫青團團長職競選中，以183票對173票擊敗原任團長拿督蘇海米，當選團長。同年再度競選青年團團長時，以226比137再次擊敗蘇海米，証明其勢力迅速膨脹。1986年改選，繼續蟬聯團長。他以303票，擊敗當時對手賽哈密，後者只得109票。1987年黨選，安華放棄巫青團長一職，改為競選副主席。他和阿都拉·巴达威以及旺莫達中選為副主席，不過在這場六角戰中，他僅得850票，排名第三。在1990年黨選的同樣六角戰中，他是得票率最高的副主席。1993年巫統黨選，最引人矚目是署理主席職位的競選。最初安華宣佈不會挑戰原任署理主席嘉化峇峇，但是基層的意願是要他参与竞选。結果以他為首的宏愿队伍陣營橫掃大部分高職，包括署理主席、三個副主席職位及巫青團長職。
1991年2月9日，安华被马哈迪委任为财政部长，取代达因·再努丁。1993年，他成为副首相，一直是馬哈迪重要的左右手，两人关系“亲如父子”；1997年初，马哈迪在请两个月的休假之前，委任安华为代首相。

### 金融危机，被革职及第一次定罪入獄
在1997年亚洲金融危机期间，身为财政部长的安华主张接受国际货币基金组织的介入。他也制定了紧缩政策，削减政府开支18%，部长减薪和展延大型计划。大型计划是马哈迪发展战略的基石，因而被大大削弱了。
尽管许多马来西亚公司面对破产，安华表示：“这没有任何救市的问题。银行被允许保护自己，政府不会干预。”安华提倡采取自由市场的办法来解决危机，包括外商投资和贸易自由化。但马哈迪指责货币投机者索罗斯是危机的制造者，并支持汇率控制和收紧并监管外资。马哈迪否决了安华的建议，外界将此视为两人走向不合的开始。
1998年《新闻周刊》杂志指名安华为“年度亚洲人物”。不过当年，安华和马哈迪之间的事情在四年一度的巫统代表大会上爆发。在大会期间，一本名为《安華不能成為首相的50個理由》（50 Dalil: Kenapa Anwar Ibrahim Tidak Boleh Menjadi Perdana Menteri）的册子出现，指控安华有同性恋倾向图像和有贪污记录等针对安华的“罪状”。这书是由亲政府报章《马来西亚前锋报》及已停止出版的杂志《每日国民》前总编辑卡立嘉菲里所编写。安华获得法庭禁令阻止这本册子的流通，还有起诉作者诽谤。警方随后以散播假消息为由提控作者，同时警方被指示调查指控的真实性。
1998年9月1日，馬哈迪公开表示准备接受安华辞职，并在第二天下午三时，派一名警官親送辭職書到安華的官邸，要安華在當天下午五點半簽名請辭。安華卻在看完信件之後把它撕了，又把警官趕出官邸。馬哈迪接到報告後，立即就在當天傍晚，以涉嫌泄露國家機密、貪汙和雞姦醜聞等10項罪名，宣佈解除安華副首相兼財政部長的所有職位；並勒令安華要在24小時內搬出官邸。9月3日，巫统也開除安華的署理主席職和黨籍。
1998年9月20日，安华被蒙面的特種部隊以《內安法令》逮捕，被控告因介入警方调查而犯贪污渎职罪及不正常性行为罪。当安华在被警方扣留期间，被警察总长拉欣诺殴打。9月29日，安華出庭時，帶著瘀青的黑眼圈。安华受伤的照片震撼了国际，马哈迪政府背受西方政府与人权相关的组织指责。马哈迪指称，安华伤口可能是自己弄伤来博取同情。東窗事發後，拉欣諾在1999年1月8日請辭，之后在2000年被控攻击他人罪而监禁两个月，他对此公开对安华道歉及赔偿损失。1999年4月，经过一系列审讯，安华因鸡奸罪被判九年监禁。两个月后，他的渎职罪罪名成立，被判六年监禁，与鸡奸罪刑罚同时执行。
他的罪名于2004年9月2日上诉得直被马来西亚联邦法院推翻，加上渎职罪刑期已满，使安华最终无罪释放。但由于渎职罪维持，所以安华在出狱后的五年内不能参加选举。

### 烈火莫熄运动和创党
随着被革除副首相职，安华与他的支持者们蜂擁上街发动一系列的群眾示威與集會，媒体称之为烈火莫熄运动。烈火莫熄促使了新的多元种族政党－国民公正党的成立。在1999年大选，新成立的国民公正党，回教党及民主行动党组成替代阵线，试图取代执政的国阵。2003年8月，国民公正党和马来西亚人民党合并，组成人民公正党，旺阿兹莎为党主席。公正党在2008年大选有重大斩获，夺下31国会议席并成为国会最大的反对党。同年4月公正党，行动党及伊斯兰党组成人民联盟。

## 中年（1999－2007）

### 监禁期及获得释放
1999年，安华在新闻发布会上宣布起诉首相马哈迪诽谤，指控马哈迪用不道德行为来抹黑他是个同性恋者。之后安华也采取其他案件的法律行动。
肛交案在2004年上诉得直及服完渎职罪刑期后，安华获得无罪释放。在册子的诽谤案中因作者于2005年糖尿病去世，高等法庭宣判安华胜诉获得百万令吉的赔偿金。联邦法院在2010年3月8日宣判，1998年马哈迪革职安华的内阁职位是符合宪法及合法的，意味着安华挑战自己被开除的决定受挫。
虽然如此，但2004年9月4日他对渎职罪提出上诉。根据马来西亚的法令，服完刑期的人士禁止参政五年。如果上诉成功可以允许他立即重返政坛。9月7日，法庭允许安华上诉，但9月15日上诉庭一致裁定，决定维护高等法院之前的裁决，认定安华有罪，使安华至2008年4月14日前被排除政治以外。只有寻求最高元首特赦才能使安华不受此限制。

### 讲师及非营利事业

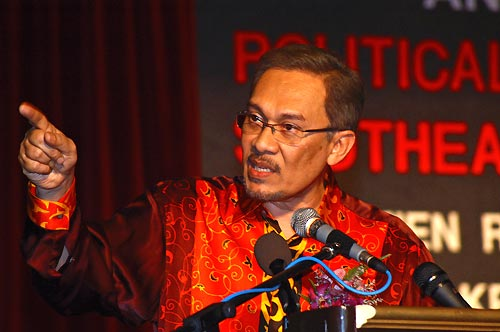
2005年的安華

他从监狱释放后，安华以访问研究员和资深成员的身份在牛津大學聖安東尼學院执教，他也是华盛顿特区的约翰·霍普金斯大学保罗·尼采高级国际研究学院的尊敬高级客座研究员，在2005年至2006年间以客座教授身份在乔治城大学外国研究学院的阿拉维王子穆斯林基督徒理解中心执教。2006年3月他被提名成为位于伦敦的组织AccountAbility（社会与伦理研究所）荣誉主席。
2006年7月，安华当选位于华盛顿的为了未来基金会（Foundation For the Future）主席。他在10月1日致函世界银行的罗宾·克里夫兰，要求沙哈·里扎从美国国务院调职至为了未来基金会。这调动导致保罗·沃尔福威茨辞去世界银行行长。他也是2007年「我們和你們之間的共同文字」的签署者，是一封伊斯兰学者给基督教领袖的公开信，呼吁和平及互相理解。

### 回归政治
2006年11月，安华宣布只要他的参选限制结束后就会计划参与2008年大选。安华自从离开监狱后，开始批评政府的新经济政策。该政策设定配额制，给予土著参与或一些折价优惠，例如房屋单位和上市公司等。
在他还没到2008年恢复参选权之前，他成为人民公正党的顾问，其妻子旺阿兹莎是该党主席。他于2007年11月也参与组织大型集会，名为净选盟集会（BERSIH），计划在吉隆坡独立广场呼吁干净与公平的选举。该集会是由政党及公民社会组织组成的净选盟主办，并吸引了全国大量支持者。

### 2008年马来西亚大选
2008年大选日期设为3月8日，意味着国阵试图让安华无法在参选限制解除前参选重返国会而提前宣布选举日期。作为回应，旺阿兹莎宣布只要她成功捍卫峇东埔国席，将会辞职制造补选让丈夫安华参选。
当问及安华成为下任首相的可能性时，前首相马哈迪表示“他可能会是很好的以色列总理。”
2008年3月8日的全国大选是马来西亚政治的分水岭。安華本身所属的人民公正党一跻成为国会下议院最大的反对党。此外，由人民公正党和另外两个主要反对党－回教党及行动党组成的联盟，名为人民联盟，打破了马来西亚的政治历史，执政联盟国阵失去国会的三分之二多数议席，让执政的国阵遭受近半世纪的挫败。三党也史無前例赢得了五个州属的执政权，五年後民聯仍穩固控制三個州的執政權。
2008年4月14日，安华庆祝自己自从被革职副首相后约10年无法担任公职，正式回归政治舞台，约4万支持者集会祝贺欢迎安华回归政治。4月29日，经过10年后，安华在其妻子旺阿兹莎的邀请下，以议员丈夫的身份回到了国会殿堂，

### 峇东埔国会选区补选
旺阿兹莎于2008年7月31日宣布辞去峇东埔国会选区国会议员的职位，正式为其夫安华重返国会开路。安华最后在8月26日的投票结果大胜对手，以大比分多数票打败巫统的阿立夏。选举委员会宣布最终成绩，安华获得31,195票，阿立夏获得15,524票，独立人士只得92票。巫统宣传主任莫哈末泰益表示：“是的我们输了…我们是選舉裡的输家。”

## 国会反对党领袖时期（2008－2015）

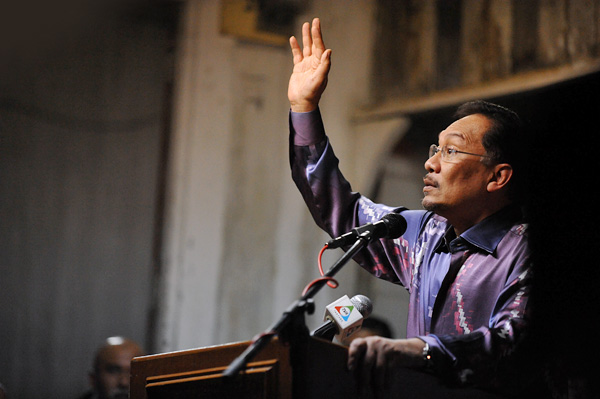
2009年，安华在选举活动中发表演说

2008年8月28日，安华穿上一身深蓝色传统马来服装及带上宋谷帽，在国会议事厅里向议长班迪卡宣誓就职巴东埔国会议员，班迪卡宣布安华为国会反对党领袖，参与2009年马来西亚财政预算案。同时安华的女儿努鲁伊莎也在当时担任班底谷的国会议员。安华宣布自己经过10年后回到国会，首相已经失去人民及国家的信任了。他表示马来西亚需要自由化、独立的司法机构和新闻自由，对抗贪腐以避免国家沦为失败国家。同时安华想要拉拢30位执政党议员跳槽，由反对党组织政府。

### 试图组织多数派联盟
安华试图在2008年9月16日发动变天计划但失败了。他表示需要更多时间，他重新调整讯息并没有被忽视：副首相纳吉·阿都拉萨选择于当天宣布宽频网络计划，指9月16日当天国阵政府还在运作。首相阿都拉·巴达威也指安华已错过他的“变天”日期，并否认说他有30位国阵议员的跳槽。
到9月25日，安华仍然没获得足够支持，让马来西亚人疑虑他是否做好掌权的准备，特别是9月16日是政权转移的最后期限。在这期间，巫统召开党大会，首相兼党主席阿都拉宣布即将在2009年6月下台，比之前预期的2010年还早。
2008年10月24日，安华承认他无法推翻巫统大多数的问题，指民联已经没有办法取得议会大多数的。他指普通马来西亚人的信任在9月16日以后有所减少，而组织新政府的承诺并没有产生像以前那样的预期般兴奋。媒体对安华组织多数派政府的计划失败而抱着负面看法。

### 对纳吉的不信任
纳吉·阿都拉萨就职首相后，安华抨击纳吉就任首日释放13名内安法令扣留人士的做法不一致，指只要内安法令仍然存在，国阵政府仍会随意扣留任何人。
2009年7月2日，人民联盟宣布了一份将跟随各个部门的第12届国会议员名单。民主行动党国会议员潘俭伟表示这个前座委员会明确不会是影子内阁，因为马来西亚国会不承认影子内阁的制度。

### 2013年马来西亚大选

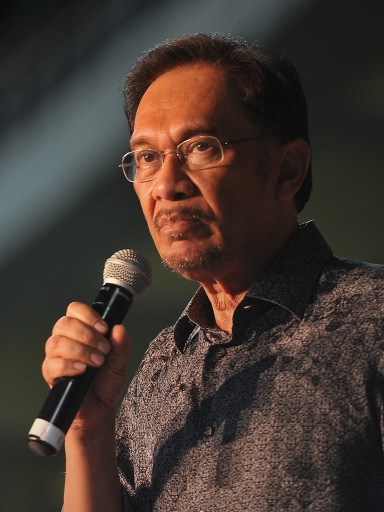
2013年，安華出席競選活動

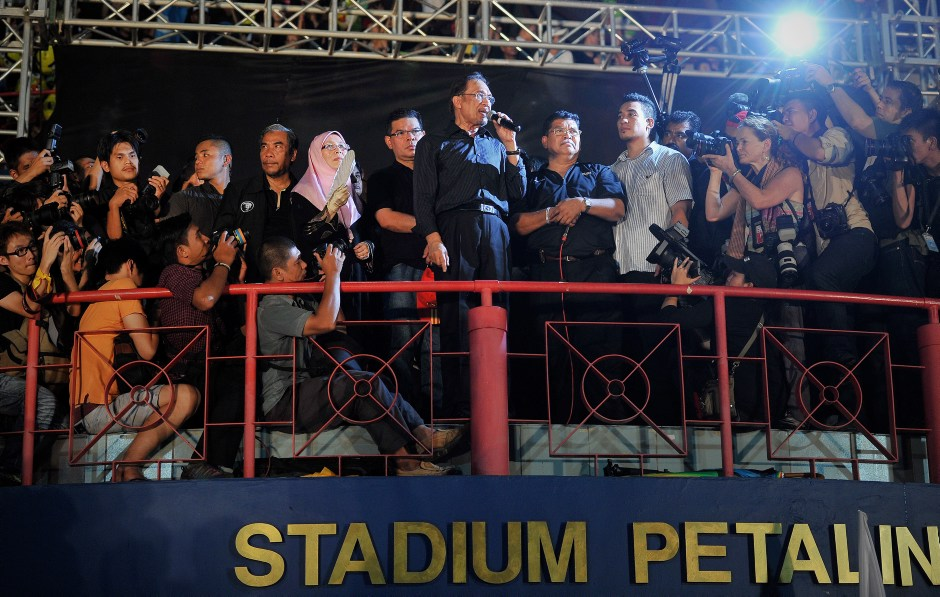
安華在集會中發表演說，拒絕承認2013年的選舉結果

第13届大选期间，安华身为反对党领袖，领导民联三党－公正党，行动党和伊斯兰党参选。2013年2月25日，民联公布了自己的竞选宣言，名为人民宣言：民联，人民的希望，意图吸引一千三百万选民，承诺减轻他们的经济负担等其他政策。安华表示如果他的团队无法赢得选举就会退出政坛。在接受澳洲媒体专访时，他表示：“我会尽力而为，我有信心我们会胜利。如果不，我会下台。”
尽管民聯获得了50.9%的选票，高於国阵获得的47.4%，但因选区严重划分不公所致，民联最终无法在选举中实现改朝换代國陣在鄉村及东马取得優勢，導致國陣最終勝出，取得133席，維持執政地位，而民聯取得89席，較上屆增加7席。
半岛电视台报导安华已接近赢得选举，但他拒绝承认败选而不下台。安华没有承认败选，把原因指向广泛的选举舞弊行为。在澳洲广播公司的专访中，主持吉姆·米德顿认为安华将会成为马来西亚在野党的李光耀，安华则回应说他还没到那个阶段。
5月7日，安华矢言领导“激烈的行动”来改变国家的选举机制和挑战这次的选举结果。5月8日，约十二万人身穿黑衣在八打灵再也体育馆集会，参与安华主办的抗议选举结果及争取自由公平的选举。这场名为黑色505运动（#Black505）在全国继续巡回了两个月。6月22日在公正党旺沙玛珠国会议员陈记光主持下，位于天后宫礼堂的黑色505集会筹款晚宴成功进行。安华在7月立即发动对有争议的30个国会议席进行上诉，但这些上诉最后被法庭以技术理由驳回了。

### 加影行动
为了有效解决公正党最高理事的卡立依布拉欣及署理主席阿兹敏阿里之间的雪兰莪大臣职之争，雪州議長楊巧雙于1月27日宣布公正党籍的李景杰已辞去加影州议员一职，这是公正党为安华进入州议会接任大臣一职所做的准备。国阵质疑李景杰是收到了一些好处如现金补偿及官联公司董事职才会辞去州议员一职（注:凡辞职者五年内不得再竞选）及谴责不必要的辞职造成劳民伤财。但公正党否认给予李景杰任何好处及称此次事件为“加影行动”。民联其他友党也不满公正党没有事前通知及有些居民也不满此次不必要的补选。
由于安华的竞选及为其州务大臣职铺路，造成了巫统的不安。3月7日，上诉法院判定安华2008年犯下鸡奸幕僚罪行并判处5年有期徒刑，但是在安华提出上诉前暂不收押，这造成了安华失去补选的竞选资格。由于法官接受有疑点的精液样本为证据并有急着下判之嫌，故令人质疑司法不公及巫统的司法介入。
在安华失去竞选资格后，公正党在3月9日宣布旺阿兹莎将取代丈夫安华上阵加影区州议席补选。最后公正党候选人旺阿兹莎以5379张多数票击败国阵马华公会候选人周美芬。尽管旺阿兹莎事后宣布“加影行动”成功，民联和国阵皆宣布在这次的补选中取得更多支持，民联获得了比上次大选还多的马来人票，而国阵也获得了比上次大选还多的华人票。
民联随后在撤换雪兰莪州务大臣卡立依布拉欣过程中爆发宪政危机，引发雪兰莪苏丹对安华的举动不满，他因苏丹拒绝委任旺阿兹莎成为州务大臣而“持续质问州统治者的诚信”，苏丹因此裭夺安华的“苏丹沙拉胡丁阿都阿玆沙效忠斯里勋章”。但安华仍可被称呼“拿督斯里”，因为其他州统治者没有剥夺其授予他的勋衔。

### 第二次肛交案指控再次入狱
2008年7月，安華前助理賽夫報警指控安華，稱遭安華肛交（雞姦）8次，最後一次事發是在2008年6月26日，在吉隆坡白沙羅一間公寓內被肛交。8月，安華在吉隆坡大使路法庭被控肛交，他否認罪名，獲准以2萬令吉自行擔保，外出候審。
2012年1月，吉隆坡高等法庭宣判肛交案罪名不成立而當庭釋放。承审法官莫哈末扎比丁（Mohamad Zabidin Mohd Diah）表示呈堂的DNA证据已被污染，无法被采纳。十一天后，总检察署对此案在上诉庭进行上诉。
2014年3月，上訴法院推翻高院的判决，裁定安華犯下雞姦罪，面臨5年有期徒刑的安華表示會提出上訴，上訴期間仍可保釋。承审法官巴里亚尤索夫（Datuk Balia Yusof Wahi），阿兹雅阿里（Datuk Aziah Ali）及莫哈末扎瓦威（Datuk Mohd Zawawi Salleh）一致决定认为高庭无法“审慎评估”政府化验师谢丽凤提供的证据。安華原有望勝選，出任雪兰莪州务大臣，卻因此無法參加本月將舉行的雪蘭莪州議會選舉。對此，國際人權觀察組織譴責：「這場審判單純只是為了把安華逐出政壇。這是馬來西亞司法史上黑暗的一天。」
2015年2月10日，联邦法院驳回安华的上诉，维持上诉法院的判决，安华需即时入狱五年。在向最高元首申请宽赦期间，其国会议员资格依然有效，直至3月16日其申请被宽赦局正式驳回为止。
其妻子旺阿兹莎再次代表公正党参与5月8日的峇东埔国会议席补选，击败国阵及其它独立候选人，并在17日就职为国会反对党领袖。
2016年12月14日，马来西亚反对派领袖安华要求司法审查遭到驳回，国内最高级的联邦法院昨裁定维持他的鸡姦罪成判决。这也是安华最后一次推翻该案裁决的机会，因此安华须服完估计馀下的16个月刑期，亦令他2018年大选失去参选资格。
即使在监禁期间，安华仍然会因为法庭案件而暂时出狱，还有透过律师发表文告表达政见及观点。2017年7月14日，安华被推选为希望联盟实权领袖，若希望联盟赢得第十四届大选则将担任首相一职，在这之前将会由马哈迪·莫哈末出任过渡期首相。

## 重归政坛

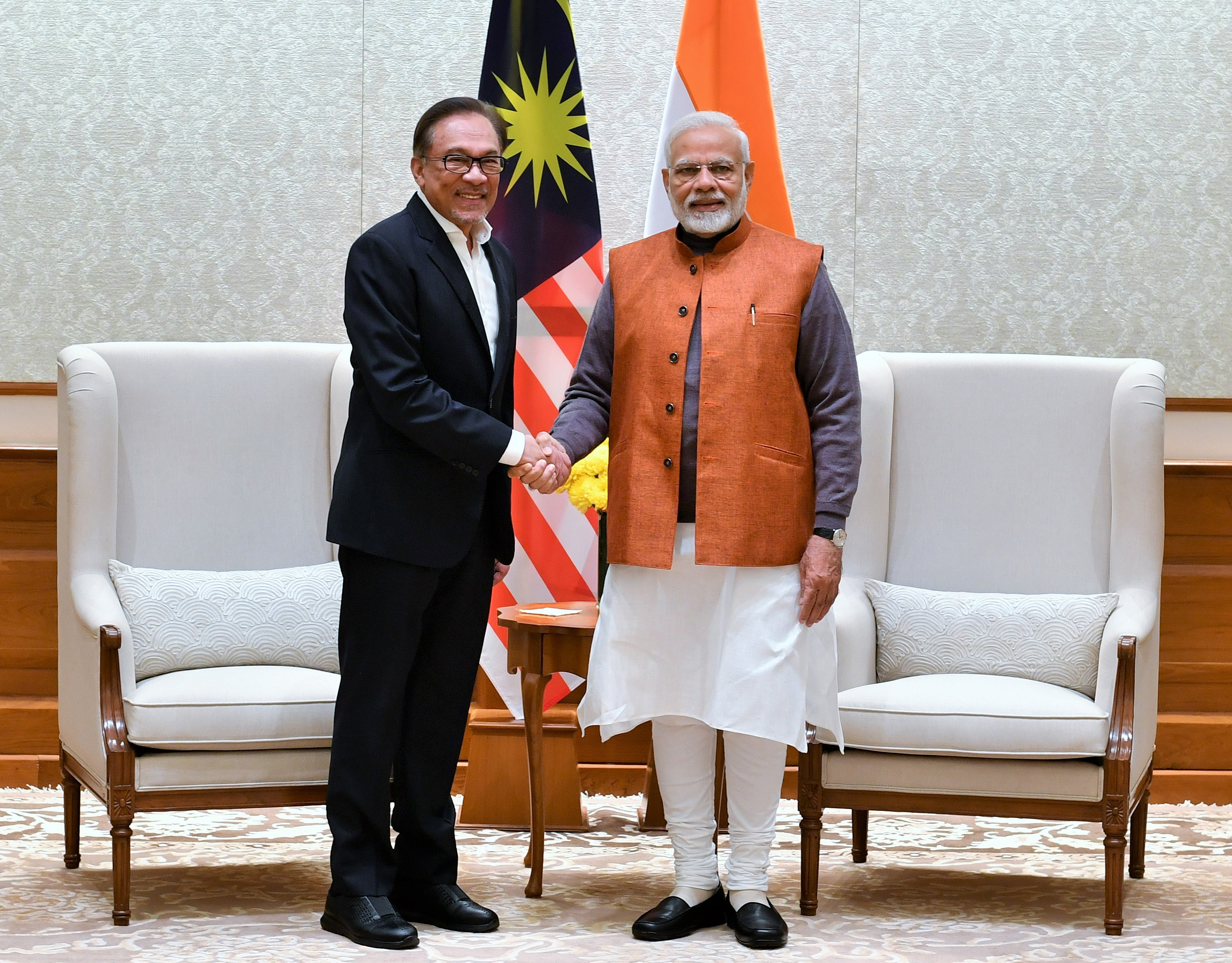
2019年1月10日，安華與印度總理納倫德拉·莫迪在新德里會面

2018年，希盟勝出大選，安華隨之獲特赦。同年10月13日，安华成功以希望联盟旗帜在波德申补选中，击败曾控吿他雞姦案的其前助理赛夫、以及前森美兰州务大臣莫哈末依沙等共六位候選人，当选国会议员重返下議院。

### 安华与阿兹敏的斗争
安华重归政坛后，在2018年11月的公正党党选中胜出，担任公正党主席，并获得时任首相马哈迪·莫哈末的承诺，会把首相职位传让给他。于此同时，安华也与同属政党的署理主席阿兹敏阿里的政治斗争逐渐加剧，在公正党内形成两大阵营对立。2019年6月，阿兹敏陷入「男男性爱短片」风波，短片显示，貌似阿兹敏的人士与另一名男主角发生性行为，安华的派系对阿兹敏立场非常强硬，促请他应该告假接受调查或辞职，安华也发出“若真的涉及就该辞职”，使两人的关系进一步破裂。
安华随后与阿兹敏在多项议题上意见分歧，两派党员也分别召开和出席会议，更传出阿兹敏企图阻碍安华任相的传闻，导致公正党内部的纠纷加剧。时任首相马哈迪对此表示无力平息两人的争吵，也不想参与公正党内斗。
2019年12月4日，安华在公正党大会召开和国家领导交棒之际，第三次被指控企图鸡奸另一位前助理。安华的前助理在面子书上控诉，指在2018年10月2日，安华企图在他家中鸡奸他，安华强烈否认相关控诉，斥责这是个明显的政治阴谋，企图破坏他的形象，次日指示其机要秘书报警处理。
2019年12月7日，安华与阿兹敏准备在公正党大会上，商讨停止党内纷争。但是，安华在发表致词时，引用了马六甲王朝叛徒的历史典故，让在座党员将矛头指向阿兹敏，最终阿兹敏的派系不满离席，并发生零星冲突事件。次日，阿兹敏在创党地点的吉隆坡万丽酒店举行的千人晚宴上指出，心痛他们一群20年前一直在公正党奋斗的领袖，在20年后的12月7日被指背信弃义。随后两人继续在首相职位的议题上争论，直到2020年2月24日，阿兹敏被公正党开除党籍后，安华与阿兹敏的关系也正式决裂。

### 2020年马来西亚政治危机
2020年2月24日，安华开除阿兹敏党籍当日，希盟内部也发生翻天覆地的变动，包括时任首相马哈迪·莫哈末宣布辞职、土团党退出希望联盟、阿兹敏带领10名公正党议员出走，引发政治危机。
安华在危机初时与马哈迪竞争首相职位，并互相争取各个政党的支持。而随着政局的演变，希盟最终协议改为支持马哈迪继续任相，但该协议迟来一步，由土团党总裁慕尤丁领导的国民联盟首先宣布获得114位国会议员的支持，安华与马哈迪双双在首相职位的竞争中落败。
在首相职位已成定局后，安华成为希望联盟的主要领袖，继续与马哈迪领导的土团党阵营合作，企图扳倒国盟政权。安华也因为阿兹敏阿里在公正党时的势力根深蒂固，决定展开清除阿兹敏势力的清党行动，导致公正党在政治危机中失去众多党员，同时也是公正党国州议员倒戈加入国盟的原因之一。6月至7月，安华领导的希盟成员试图与马哈迪阵营组成泛希望联盟而展开谈判，但因为希盟内部不同程度的意见，最终都无法达到共识。
9月23日，安华在沙巴选举期间召开记者会宣称已经获得多数议员支持，将会觐见国家元首苏丹阿都拉，他強調慕尤丁领导的国盟政府已经垮台，引發朝野震動。唯国家元首因食物中毒和运动损伤而在9月21日进入国家心脏中心接受治疗，安华觐见元首的计划暂时搁置。而后国家元首继续留院觀察，直到10月2日出院返回王宫疗养。安华随后在10月8日发表文告，宣布其于10月13日觐见国家元首。被指支持安华的国盟国会议员和党魁相继澄清沒有国盟议员支持他，要求警方彻查安华发布假名单。安华最终在10月13日会见国家元首苏丹阿都拉陈述议员支持人数，约25分钟后离开国家王宫。而后国家王宫一度传召各个党魁入官会面，后因雪兰莪州实施行动管制令而取消。国家王宫也在14日宣布在行动管制令期间两个星期内不会见客。警方在接获全国113项针对他发布假名单的投报后，于16日传召他到武吉安曼警察总部，针对6项包含他涉及的鸡姦案和发布假文单事件录供。
2021年，在新冠疫情的背景下，慕尤丁政府由於疫情管控分歧，以及是否頒布緊急狀態凍結國會的問題，因此失去了盟友國陣的支持，從而失去了國會多數信任，最終於8月16日下台，由國陣巫統的原副首相沙比利接任，并大致維持原有的國盟、國陣聯合政府的内閣布局。
直到2022年10月10日，沙比利宣布解散國會，舉行全國大選。由於朝野各大政黨聯盟均未能就議席分配達成共識，而形成了以希盟、國盟、國陣、砂盟和沙民聯為主的多角混戰。

## 首相（2022年至今）
2022年11月19日馬來西亞舉行了第15屆國會選舉，并出現了没有政黨議席過半的懸峙議會，當時，安華的希望聯盟議席82席最多但未過半（需112席），慕尤丁的國民聯盟以74席居次、沙比里的國民陣線30席第三，然後是東馬的23席的砂拉越政黨聯盟與6席的沙巴人民聯盟。經過數日博弈，安華最終取得國陣與東馬政黨的支持，掌握了國會多數。
2022年11月24日，安华被国家元首苏丹阿都拉宣布为马来西亚第十任首相。他在上任后宣布，自2023年1月1日开始，博彩业特别开彩将从每年22次，减至每年8次，该宣布引起马股和博彩股股价纷纷下跌。安华也像前首相纳吉·阿都拉萨一样任职首相时兼任财政部长，并委任多项贪污罪名缠身的巫统主席阿末扎希为副首相，引起众多不满的声音。安华对此解释，阿末扎希虽然被控上法庭，但尚未被定罪，并要求各界必须尊重司法程序。新加坡《海峡时报》因此将其内阁称为“盗贼统治内阁”。
上任后不久，安华停止调查前朝政府金额高达90亿令吉且涉及阿末扎希等人的濒海战舰丑闻，该丑闻在依斯迈沙比里任内曾展开调查并有相关人士被提控。
2023年3月22日，安华官访沙特阿拉伯，未获与沙地国王萨勒曼和王储见面，引起争议。
安华曾多次强调政府打贪，然而在他任内，多名被称为“法庭帮”的巫统政治领袖相继获得无罪释放或者总检察署撤案，引发争议。

## 著作
- 《文明对话的必要性》1995
- 《亚洲复兴》1996
- 《安瓦尔·易卜拉欣的判决》1999

## 法律诉讼

### 起诉凯里诽谤事件
2008年3月7日，安华针对凯里·嘉马鲁丁于同年2月20日在班底谷举行的一场演讲会上，发表影射他的肛门是同性恋者及道德低下者的行为，向法庭起诉凯里发表诽谤性言论，要求索取1亿令吉的赔偿。
案件于2016年9月19日起开始审讯，并在2017年9月27日在吉隆坡高等法院宣判安华取得胜诉，凯里必须赔偿安华15万令吉及支付6万令吉堂费，但同时也驳回了安华要求加重赔偿的申请，理由是凯里在演讲中没有恶意成分。凯里随即在同年10月申请提出上诉。
2018年2月19日，上诉庭3司以凯里的上诉通知「含糊及不确定」为理由，宣布驳回他的上诉申请，同时谕令凯里需支付1万零吉的堂费给安华。
2020年12月15日，联邦法院5司批准凯里的上诉申请，谕令案件交回上诉庭重新审理，同时起诉人安华需支付3万令吉堂费给凯利。
2022年2月7日，上诉庭3司一致裁定驳回凯里的上诉申请，指出凯里发表言论确实含有诽谤成份，并维持高等法院判决凯里必需赔偿15万令吉给安华的决定。凯里代表律师随后向联邦法院提出上诉。同年6月21日，联邦法院最终驳回了凯里的上诉申请，并维持高等法院的判决，凯里还必须支付1万令吉堂费给安华，使长达14年的诉讼案正式结束。

## 争议与批评

### 伊斯兰主义
根据前首相署部长再益·依布拉欣表示，安华是伊斯兰主义者，他曾在1980年代協助推动国家行政伊斯蘭教化（Menyerap Nilai-Nilai Islam Dalam Pentadbiran Negara）的政策，并在担任教育部长期间在教育界进行了伊斯兰化中扮演了重要角色。

### 委派不懂中文人员掌管华文小学
1987年10月，安华担任教育部长期间曾委派不懂中文的副校长掌管华文小学，造成华人社会普遍不安及抗议。对于此事，安华于2007年作出道歉。2014年加影补选时，时任马华总会长廖中莱再次质问安华，安华再次表示愿意为错误道歉。

### 犹太人、以色列、APCO Worldwide及一个马来西亚
2010年3月30日，安华在国会会议里指控“一个马来西亚”是源于“一個以色列”概念。概念设计是由Mindteams有限公司（Mindteams Sdn Bhd），是APCO Worldwide马来西亚分部的子公司。APCO Worldwide是国际公关公司，跟马来西亚政府有关系，同时在1999年为以色列总理埃胡德·巴拉克设计了“一个以色列”理念。国阵政府回应这是错误的指控，谴责安华对一个大马－一个以色列的指控误导国会，并在4月22日提呈谴责动议并获得通过。
安华当时对马来西亚政府、APCO、以色列和美国之间的关系做出了一些阴谋指控。安华谴责马来西亚政府一直向APCO寻求咨询，他指该公司跟“谋杀巴勒斯坦穆斯林的人”有联系。他之后也向国会纪律委员会的调查对自己的指控做出指证，表示APCO是以色列政府的前线。在另一个场合，安华也在国会指该公司是由犹太人掌控，代表美国政府工作来影响马来西亚的外交政策。他进一步暗示，马来西亚外交政策的变化只有在犹太人正在为美国操纵马来西亚时才能解释。
2010年4月22日安华因在3月30日于国会新闻发布会中发表的指控而受到国会谴责。在当时的新闻发布会，安华表示拥有一个马来西亚、一个以色列、公关公司APCO的关联文件，但受到挑战时却拒绝公开文件。马来西亚政府和APCO强烈否认安华的指控。国会通过针对安华的指控进行谴责，并要求交给国会特权委员会处理，可以做出吊销安华的议员资格及禁足国会的处罚。不过，安华反击政府的攻击，并展示两个文件表示支持APCO和一个马来西亚关系的说法。
在伦敦政治经济学院的新闻发布会中，安华对犹太复国主义者及“令人讨厌的犹太人”做出评论。他也表示：“那里有好的犹太人，也有坏的犹太人，同样的也有好的穆斯林和坏的穆斯林。”
2010年5月，犹太人服务组织圣约之子会谴责安华致美国参议院对外关系委员会的信函，指安华是“反犹太人的仇恨传播者”并要求美国政府冻结与安华的所有联系。

### 2012年以巴安全评论
2012年，在《华尔街日报》的专访中，安华表示：“我想我们的政策是明确的－维护（以色列的）安全，但你必需保护巴勒斯坦人的合法权益。”此言论引起了巫统一连串的批评。巫统青年团团长凯里·嘉马鲁丁表示安华的言论“对以色列的任何事情表现出全面支持”及表示“巴勒斯坦课题是我党的首要外交课题，在选举年期间将会是个课题或…时机不是问题。”
前首相马哈迪·莫哈末表示对安华的言论不感到惊讶，并指出安华与犹太社群的关系：“你不能与他们友好，应该对抗他们。”在野党伊斯兰党表示2012年2月12日回应安华的评论。
之后安华澄清他的言论，表示这一言论与联合国通过的两国解决方案是一致的，阿拉伯世界、马来西亚和哈马斯都已接受。“我要对任何想尝试扭曲我言论，指我背叛巴勒斯坦人意愿的人发出严厉警告。”他会继续表示他党的立场“是捍卫任何受害者的权益。”

### 加影行动
2014年9月8日，安华在委任雪兰莪州务大臣一事上因没有遵循雪兰莪州苏丹沙拉弗丁·依德利斯沙于该年8月27日的指示，即提呈至少两名推荐人选，引起苏丹震怒，训斥违抗王命。安华稍后坚持只是推荐一个人选为雪州大臣，即人民公正党主席兼加影区州议员旺阿兹莎，并强调该党此举符合雪州宪法和独立以来的惯例。

### “拿督斯里”勋衔遭褫夺
2014年12月4日，雪兰莪王宫宣布该州苏丹沙拉弗丁·依德利斯沙褫夺安华的“拿督斯里”（S.S.S.A.）勋衔，从该年11月3日起生效。雪州苏丹机要秘书莫哈末慕尼尔说，苏丹陛下是基于安华在撤换雪州大臣风波期间质疑雪州苏丹的威信，因而决定褫夺其勋衔。

### 要求希盟议员不要支持记名投票
2020年11月26日，被视为是攸关时任首相慕尤丁和国盟政府命运的《2021年财政预算案》进入二读阶段。安华领导的反对党希望联盟自财政预算案提呈国会下议院后，多次高调反对国盟提呈的财政预算案，表示反对党不会支持这份对民间社会不公平的预算案。惟财政预算案进行记名投票阶段时，包括前首相马哈迪·莫哈末和其儿子慕克里·马哈迪的祖国斗士党4名，国家诚信党6名，民主行动党、人民公正党以及砂全民团结党（PSB）各1名国会议员在内的13名国会议员站起身发动记名投票，最后因未达15人的门槛，导致发动记名投票失败。原因是希盟主席安华在最后关头下指示，要求希盟议员不要支持记名投票。最终财政预算案成功以声浪方式通过二读阶段，希望联盟各党魁随着遭到自身党员以及其支持者、净选盟和民间团体炮轰欺骗民意，批评的团体皆同声表示对希望联盟在最后的决定感到失望。安华解释此举是为了让国会议员可以仔细研究财政部长的宣布，国会议员有权质询拨款的详情如额外的拨款用在何处，以及从哪个部门削减拨款、预算案的真实开销以及国家财务现况。

### 被指“教唆威胁”国家安全和安宁
2021年1月13日，安华因反对首相慕尤丁寻求国家元首苏丹阿都拉颁布的全国紧急状态令冻结了国会运作只是为了政治目的，并非为了抵抗2019冠状病毒病疫情，呼吁国会议员致函国家元首，要求取消紧急状态以及召开国会。到了23日，安华在一场网络论坛上宣布已取得115名国会议员的支持，要求国家元首考虑取消紧急状态令和召开国会。内政部长韩沙再努丁于2月2日在一场记者会宣布，警方已接取13宗指控安华和几名人士教唆和威迫国家安全的投报，将传召有关人士调查。

### 用自党旗上阵柔佛州选举
2022年1月26日，安华宣布，公正党将在柔佛州选上使用本身党旗上阵，而行动党和诚信党使用希盟旗帜上阵。公正党使用本身的旗帜上阵州选引起多名行动党领袖不满，纷纷呼吁行动党放下希盟，改以自身旗帜上阵。行动党都赖区州议员邹宇晖直言，既然公正党已表态要单飞，意味著希盟已经名存实亡，该党也无需再紧抱著希盟旗帜。行动党丹那拉达州议员张玉刚直言，公正党不使用希盟旗帜，是想要与希盟执政22个月期间的过失切割，以为这样就不用负起责任。部分学者也警告，社会大众对希盟不团结的负面影响，将影响希盟在柔佛州选中的胜算

### 言论自由争议
2022年12月8日，捍卫自由律师团总监再益马力抨击安华政府允许警方就漫画家兼社运分子法米惹扎在槟城举办的民主课堂盘问四名理大学生，并提醒安华曾承诺赋予言论自由权力。再益马力说：“这个承诺必须遵守，否则，就是公然违背对选民的承诺，我们敦促新政府和安华维护公民自由，并向执法机构下达必要的指示。“

### 裙带关系
安华曾多次被指责其领导作风具有裙带关系。2018年，安华被指责制造波德申国会议席补选以让安华重返国会，被民间社会批评公正党内的裙带关系。
曾任希盟秘书长的赛夫丁阿都拉指控安华是马来西亚裙带关系的典范，并举例了2014年的加影行动，指当时公正党试图将安华派到加影州议会席位，以取代当时的雪兰莪州务大臣卡立依布拉欣。
2023年1月3日，安华委任其女儿努鲁依莎为首相经济和金融高级顾问，招致各方的质疑和争议，亦引发了对政府裙带关系的批评。
2024年11月，在历时11天出访埃及、沙特阿拉伯、秘鲁和巴西的官方访问中，安华的女儿努鲁依莎与官方代表团参加几场海外活动。5个国家的官方旅行的总费用约616.2万令吉，其中政府承担约166.2万令吉。努鲁依莎作为非政府组织「社会和经济研究倡议」（SERi）主席在此次访问的贡献以及承担费用引起对安华政府裙带关系的批评和质疑。

### 发表不实言论
2023年6月16日，安华接受记者访问时否认，副首相阿末扎希已经告假出国两周。他简单地回答说：“没有这回事。”然而，内政部长赛夫丁纳苏迪安在6月22日证实，阿末扎希在早前已出国度假，并将在数天内回国。

### 豪宅争议
2023年7月11日，土著团结党宣传委员会成员巴德鲁希山报案促反贪会调查安华在位于雪兰莪加影私人豪宅的所有权。7月13日，安华代表律师桑卡拉奈尔说，该豪宅是租赁，有一份10年租约，为安华在担任首相前所签订。安华的政治秘书阿末法汉也前往报案，要求警方彻查3名人士（土团党宣传委员会成员巴德鲁希山、最高理事旺赛夫及部落客雷基尔杰西）发表的”首相安华私宅、豪车和土地拥有权可疑”的论述。

### 粗暴回应学生提问，支持配额制度
2023年8月5日，安华出席槟城甲抛峇底一所大学预科班学院出席对话会上，一名印裔女学生询问安华是否会废除学生入学配额制度（固打制），转而采用精英制度。安华随后两次打断该学生的发言，责备她问了一个他之前在另一场「遇见安华」活动中回答过的问题。之后在大约10分钟的演讲上，安华为继续实施入学配额制度作出辩护，并在谈话中批评这名学生不应该在提问中触及配额制度，这会对偏远学校的土著不公平。安华还表示，如果满足极端主义者的要求废除配额制度，将使他的希望联盟和国民阵线组成的政府输掉选举，然后由伊斯兰党和土著团结党来治理会让马来西亚民众更辛苦。这名学生试图几次作出解释，但都被安华打断，并在演讲中指示这名学生应该关注他之前与学生的课程。
安华在处理学生问题的表现在社交媒体上引起许多不同立场的争论。一方面批评安华回答学生问题的表现像个恶霸，也有谴责安华搬出社会契约论来捍卫固打制。另一方面则敦促安华为其严厉的态度与学生交谈而道歉。也有亲政府人士为安华辩护，称这个话题非常敏感，会使团结政府在接下来的6州选举期间陷入困境。

### 纳吉减刑
2024年2月，特赦局宣布前首相纳吉·阿都拉萨减刑6年。虽然安华并不能决定减刑纳吉，但是由于安华上任前承诺打击贪污，因此引发热议。安华在同月2日接受半岛电视台采访时说：“我认为必须尊重这一程序，它超越了首相或政府的管辖范畴，我尊重元首当时的决定。”

### 使用生僻词汇
安华在演讲中经常使用生僻的马来语词汇，例如“madani”（昌明）、“mahakaya”（巨富）、“ketimbang”（比较）等。有民众认为安华使用的词汇过于晦涩，使其内容难以被理解；有反对党议员认为安华频频使用的“mahakaya”一词，定义模糊，是在为富人群体贴上负面标签；再如有者质疑安华在演讲中多次使用的“ketimbang”一词，甚至无法从马来语字典中查获。

### 司法委任争议
2025年7月，联邦首席大法官东姑麦润和上诉法院主席阿邦依斯干达相继退休，政府没有延长两人的任期或宣布新的继任人选，造成司法部门两大最高职位悬空。东姑麦润卸任前领导的司法委任委员会已向政府提呈继任人选，但未获接纳，引发政界、法律界、非政府组织及民间出现各种揣测与不满。
7月7日，以前公正党署理主席拉菲兹为首的九名公正党国会议员要求政府成立皇委会调查这次司法任命争议。另一方面，安华为巩固团结政府对司法任命争议的立场，7月11日和14日分别召见国民阵线及希望联盟的国会议员。
7月14日，马来西亚律师公会在布城司法宫外集会捍卫司法独立，并步行前往首相署递交备忘录，要求政府重视人民对司法任命争议的担忧。约1600人参与集会，其中包括国盟国会党督达基尤丁、公正党署理主席努鲁依莎。

## 榮譽

### 马来西亚勋章
- 吉打：
  -  苏丹沙烈胡丁效忠斯里勋章（SSSK）—皇家拿督斯里（2024）[187]
- 吉兰丹 :
  -  吉兰丹王冠斯里勋章 (SPMK) – 拿督 (2024)[188][189]
- 马六甲：
  -  马六甲辉煌勋章（DGSM）—拿督斯里（1991）[190]
- 森美蘭：
  -  森美兰效忠斯里勋章（SPNS）—拿督斯里乌达玛（1994）[191]
- 彭亨：
  -  苏丹阿末沙效忠斯里勋章（SSAP）—拿督斯里（1990）[192][193]
- 檳城：
  -  槟城护国荣誉勋章（DMPN）—拿督（1991）[194][195]
  -  槟城护国乌达玛勋章（DUPN）—拿督斯里乌达玛（1994）[191][196]
- 霹靂：
  -  霹雳效忠斯里勋章（SPCM）—拿督斯里（1995）[197]
- 玻璃市：
  -  端姑赛布特拉效忠斯里勋章（SSPJ）—皇家拿督斯里（1995）[198]
- 沙巴：
  -  神山领袖勋章（SPDK）—拿督斯里邦里玛（1994）[191][199]
- 雪蘭莪：
  -  苏丹沙拉胡丁阿都阿玆沙效忠斯里勋章（SSSA）—拿督斯里（1992颁授，2014年11月3日裭夺）[200][201]

### 外国勋章
- 科索沃 :
  -  独立勋章（英语：Orders, decorations, and medals of Kosovo#Orders） (2025)[202]
- 巴基斯坦 :
  -  大十字级巴基斯坦勋章 (NPk) (2024)[203]
- 秘魯 :
  -  大十字级秘鲁太阳勋章 (2024)[204]
- 菲律賓：
  -  大十字级黎刹勋章（英语：Knights of Rizal）（KGCR）（1997）[205]

### 學術荣誉
- 中國 :
  - 清华大学名誉教授 (2024)[206]
- 印度尼西亞 :
  - 巴东州立大学（英语：Universitas Negeri Padang）荣誉政治教育学博士（2018）[207]
- 巴基斯坦 :
  - 国立科技大学荣誉哲学博士 (2024)[208]
- 菲律賓：
  - 菲律宾大学荣誉法学博士（2023）[209][210]
- 俄羅斯 :
  - 莫斯科国立国际关系学院荣誉博士 (2025)[211]
- 美国 :
  - 雪兰多大学荣誉法学博士（2025）[212]

## 选举成绩
| 年份 | 选区               | 候选人 | 候选人                  | 得票数 | 得票率 | 竞选对手                     | 竞选对手                         | 得票数 | 得票率 | 总票数  | 多数票 | 投票率 |
| ---- | ------------------ | ------ | ----------------------- | ------ | ------ | ---------------------------- | -------------------------------- | ------ | ------ | ------- | ------ | ------ |
| 1982 | 檳城 P041 峇东埔   |        | 安華·依布拉欣（巫統）   | 18,849 | 74.88% |                              | 扎比迪阿里（回教党）             | 4,497  | 17.90% | 25,885  | 14,352 |        |
| 1982 | 檳城 P041 峇东埔   |        | 安華·依布拉欣（巫統）   | 18,849 | 74.88% | Tan Ah Huat（民主行动党）    | 1,825                            | 7.25%  |        | 25,885  | 14,352 |        |
| 1986 | 檳城 P041 峇东埔   |        | 安華·依布拉欣（巫統）   | 17,979 | 70.56% |                              | 末沙布（回教党）                 | 7,500  | 29.44% | 26,098  | 10,479 | 74.82% |
| 1990 | 檳城 P041 峇东埔   |        | 安華·依布拉欣（巫統）   | 23,793 | 75.69% |                              | 马夫兹·奥玛（回教党）            | 7,643  | 24.31% | 31,740  | 16,150 | 78.32% |
| 1995 | 檳城 P044 峇东埔   |        | 安華·依布拉欣（巫統）   | 27,945 | 76.08% |                              | Abdul Rahman Manap（民主行动党） | 4,715  | 12.84% | 37,618  | 23,230 | 78.79% |
| 1995 | 檳城 P044 峇东埔   |        | 安華·依布拉欣（巫統）   | 27,945 | 76.08% | Mazani Abdullah（回教党）    | 4,071                            | 11.08% |        | 37,618  | 23,230 | 78.79% |
| 2008 | 檳城 P044 峇东埔   |        | 安華·依布拉欣（公正党） | 31,195 | 66.64% |                              | 阿力夏（巫统）                   | 15,524 | 33.16% | 47,258  | 15,671 | 80.84% |
| 2008 | 檳城 P044 峇东埔   |        | 安華·依布拉欣（公正党） | 31,195 | 66.64% | 哈纳菲哈末（人民公正阵线）   | 92                               | 0.20%  |        | 47,258  | 15,671 | 80.84% |
| 2013 | 檳城 P044 峇东埔   |        | 安華·依布拉欣（公正党） | 37,090 | 58.56% |                              | 玛兹兰依斯迈（巫统）             | 25,369 | 40.06% | 63,332  | 11,721 | 88.33% |
| 2013 | 檳城 P044 峇东埔   |        | 安華·依布拉欣（公正党） | 37,090 | 58.56% | 阿都拉查瓦维（独立人士）     | 201                              | 0.32%  |        | 63,332  | 11,721 | 88.33% |
| 2018 | 森美蘭 P132 波德申 |        | 安華·依布拉欣（公正党） | 31,016 | 71.32% |                              | 纳扎里（伊斯兰党）               | 7,456  | 17.14% | 44,136  | 23,560 | 58.60% |
| 2018 | 森美蘭 P132 波德申 |        | 安華·依布拉欣（公正党） | 31,016 | 71.32% | 莫哈末依沙（独立人士）       | 4,230                            | 9.73%  |        | 44,136  | 23,560 | 58.60% |
| 2018 | 森美蘭 P132 波德申 |        | 安華·依布拉欣（公正党） | 31,016 | 71.32% | 曾庆亮（独立人士）           | 337                              | 0.78%  |        | 44,136  | 23,560 | 58.60% |
| 2018 | 森美蘭 P132 波德申 |        | 安華·依布拉欣（公正党） | 31,016 | 71.32% | 刘雪燕（独立人士）           | 214                              | 0.49%  |        | 44,136  | 23,560 | 58.60% |
| 2018 | 森美蘭 P132 波德申 |        | 安華·依布拉欣（公正党） | 31,016 | 71.32% | 简梓源（独立人士）           | 154                              | 0.35%  |        | 44,136  | 23,560 | 58.60% |
| 2018 | 森美蘭 P132 波德申 |        | 安華·依布拉欣（公正党） | 31,016 | 71.32% | 赛夫布卡里（独立人士）       | 82                               | 0.19%  |        | 44,136  | 23,560 | 58.60% |
| 2022 | 霹靂 P063 打捫     |        | 安華·依布拉欣（公正党） | 49,625 | 39.77% |                              | 阿末法依扎（土著团结党）         | 45,889 | 36.78% | 126,444 | 3,736  | 77.71% |
| 2022 | 霹靂 P063 打捫     |        | 安華·依布拉欣（公正党） | 49,625 | 39.77% | 阿米鲁丁哈纳费（巫统）       | 28,140                           | 22.55% |        | 126,444 | 3,736  | 77.71% |
| 2022 | 霹靂 P063 打捫     |        | 安華·依布拉欣（公正党） | 49,625 | 39.77% | 阿都拉欣达希尔（祖国斗士党） | 1,115                            | 0.89%  |        | 126,444 | 3,736  | 77.71% |

## 相关影视
- 《安华：不为人知的故事》

## 外部連結
- 安华·依布拉欣的Facebook專頁
- 安华·依布拉欣的Instagram帳戶
- 安华·依布拉欣的TikTok
- 安华·依布拉欣的X（前Twitter）
- 安华部落格（页面存档备份，存于）

| 马来西亚内阁职务               | 马来西亚内阁职务                             | 马来西亚内阁职务                |
| ------------------------------ | -------------------------------------------- | ------------------------------- |
| 前任： 依斯迈沙比里 国阵巫统   | 首相 2022年11月24日－                        | 現任                            |
| 前任： 嘉化·峇峇 国阵巫统      | 副首相 1993年12月1日－1998年9月2日           | 繼任： 阿都拉·巴达威 国阵巫统   |
| 前任： 达因再努丁              | 财政部长 1991年－1998年9月2日                | 繼任： 马哈迪                   |
| 前任： 阿都拉曼耶谷            | 教育部长 1986年－1991年                      | 繼任： 苏莱曼道勿               |
| 前任： 阿都马南奥斯曼          | 农业部长 1984年－1986年                      | 繼任： 山努西仲尼               |
| 前任： 慕达哈欣                | 青年及体育部长 1983年－1984年                | 繼任： 苏莱曼道勿               |
| 马来西亚国会下议院职务         |                                              |                                 |
| 前任： 阿末法依扎 国盟土团党   | 打扪议员 2022年11月19日－                    | 現任                            |
| 前任： 依斯迈沙比里 国阵巫统   | 国会反对党领袖 2020年7月13日－2022年10月10日 | 繼任： 慕尤丁 国盟土团党        |
| 前任： 丹雅巴拉哥帕 希盟公正党 | 波德申议员 2018年10月15日－2022年10月10日    | 繼任： 阿敏努丁·哈仑 希盟公正党 |
| 前任： 旺阿兹莎 希盟公正党     | 国会反对党领袖 2008年8月28日－2015年3月16日  | 繼任： 旺阿兹莎 民联公正党      |
| 前任： 旺阿兹莎 希盟公正党     | 峇东埔议员 2008年8月28日－2015年3月16日      | 繼任： 旺阿兹莎 民联公正党      |
| 前任： 查比迪阿里 回教党       | 峇东埔议员 1982年6月14日－1999年11月11日     | 繼任： 旺阿兹莎 替阵公正党      |
| 公正党职务                     |                                              |                                 |
| 前任： 旺阿兹莎                | 全国主席 2018年11月18日－                    | 現任                            |